# Institut pontifical d'études médiévales
Pour les articles homonymes, voir PIMS.

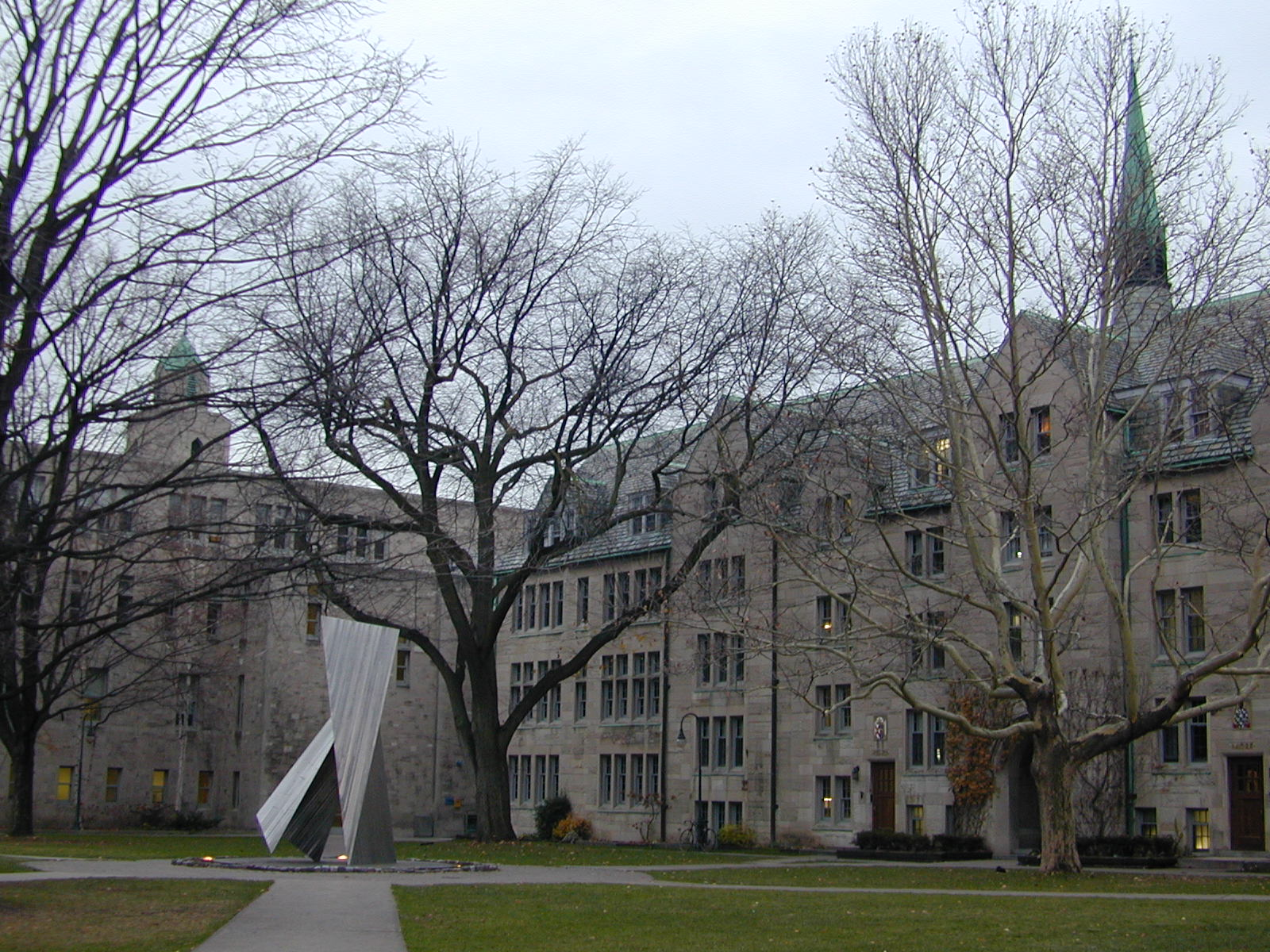
Le campus de l'Université de St. Michael's College (Université de Toronto). De gauche à droite : Carr Hall, Teefy Hall, Fisher Hall, More Hall, et l'Institut pontifical d'études médiévales.

L'Institut pontifical d'études médiévales (PIMS) (Pontifical Institute of Mediaeval Studies) est un institut de recherche indépendante à l'Université de Toronto, à Toronto (Ontario) au Canada.
L'institut est fondé en 1929, sous le nom d'Institute of Mediaeval Studies, à l'Université de St. Michael's College à l'U of T. Étienne Gilson, alors à la Sorbonne, joue un rôle central dans la fondation, de même que Henry Carr et Edmund J. McCorkell de la Congrégation de Saint Basile et de St. Michael's College. En 1939, l'institut s'associe à la papauté et acquiert le pouvoir de décerner des diplômes de doctorat. L'archevêque catholique romain de Toronto, actuellement Thomas Christopher Collins, agit à tire de chancelier de l'institut. Le président de l'institut est le révérend James K. McConica, anciennement président de St. Michael's College.
En 1964, l'institut établit le Centre d'études médiévales (Centre for Medieval Studies) comme une composante de la School of Graduate Studies, pour les étudiants préparant la maîtrise ou le doctorat en études médiévales. Toutefois, à partir de 1998, l'institut devient un centre de recherche exclusivement pour les jeunes docteurs desirant faire des recherches spécialisées en études médiévales. Les finissants de l'Institut se voient habituellement décerner la License in Mediaeval Studies (LMS).
Les membres de la faculté sont divisés en Senior Fellows, Junior Fellows, Visiting Fellows et Associate Fellows. L'institut possède également sa propre bibliothèque contenant plus de 100 000 volumes, une des collections les plus importantes de documents médiévaux en Amérique du Nord.

## Source
- (en) Cet article est partiellement ou en totalité issu de l’article de Wikipédia en anglais intitulé « Pontifical Institute of Mediaeval Studies » (voir la liste des auteurs).